# Nephele
Nephele é um gênero de mariposa pertencente à família Bombycidae.

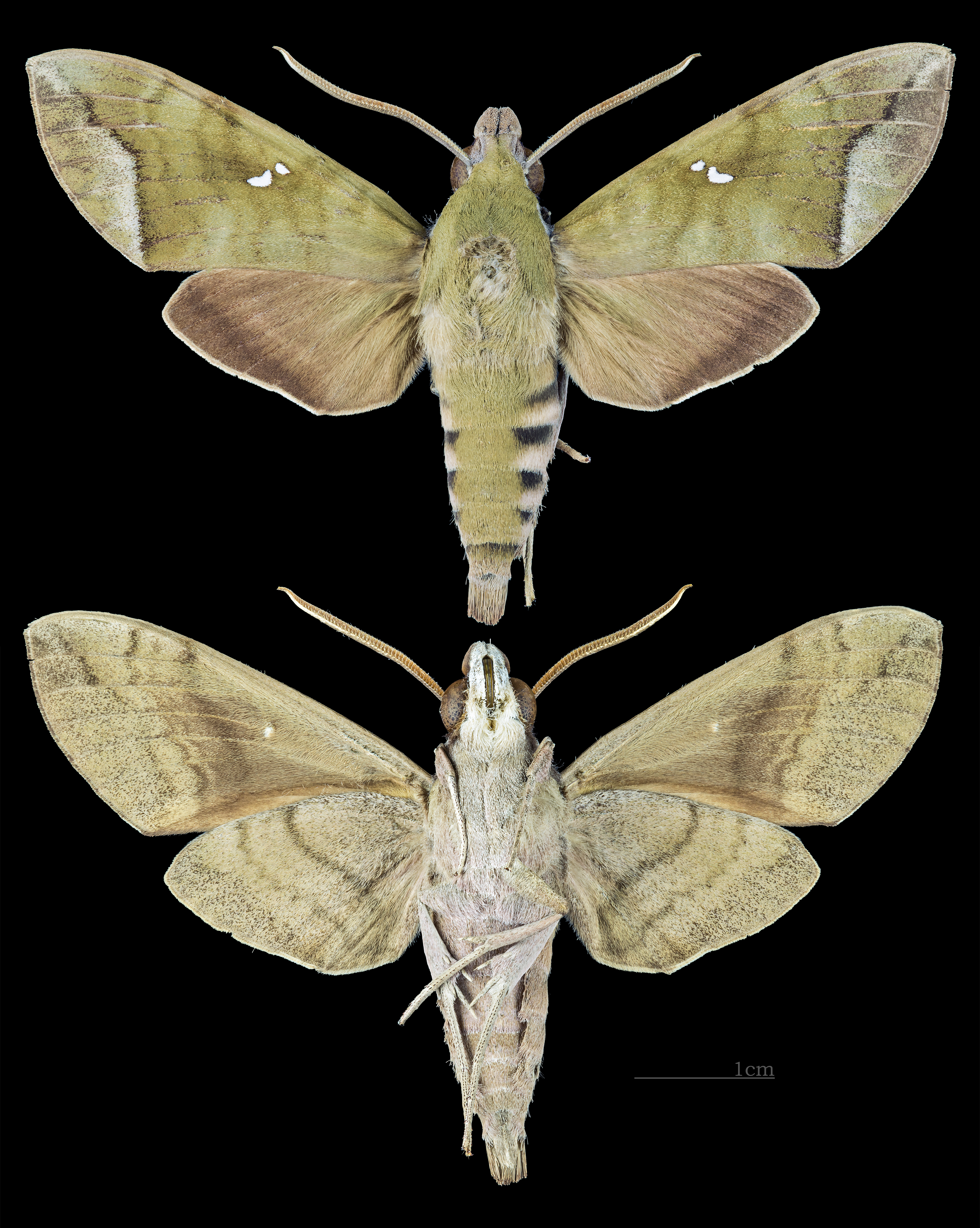
Nephele hespera
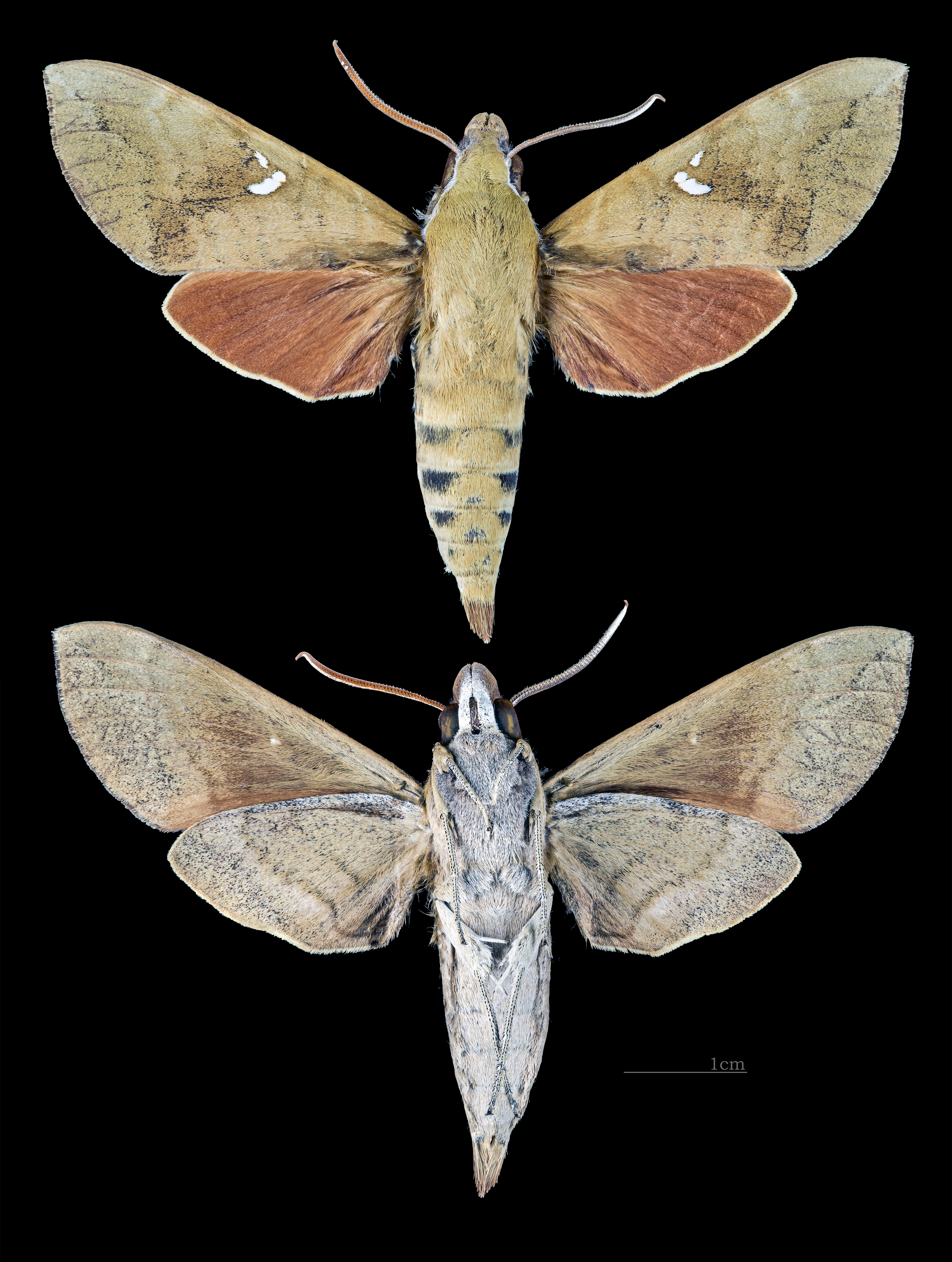
Nephele subvaria